# Perdita mexicanorum
Perdita mexicanorum är en biart som beskrevs av Cockerell 1896. Perdita mexicanorum ingår i släktet Perdita och familjen grävbin. Inga underarter finns listade i Catalogue of Life.